# Russell Gunn
Russel Gunn (...) è un trombettista statunitense.
Giovane trombettista di St.Louis scoperto nel 1993 da Oliver Lake, dieci album all'attivo (l'ultimo, Ethnomusicology Vol.4), propone un jazz fortemente contaminato con gli aspetti più street ed elettronici della cultura musicale contemporanea; da anni, oltre alle figure canoniche del genere, si avvale della collaborazione di un dj (Dj Armstrong).